# Corydoras burgessi
Corydoras burgessi är en fiskart som beskrevs av Axelrod, 1987. Corydoras burgessi ingår i släktet Corydoras och familjen Callichthyidae. Inga underarter finns listade i Catalogue of Life.